# Droga krajowa nr 74 (Węgry)
Droga krajowa nr 74 (węg. 74-es főút) – droga krajowa w komitatach Zala i Vas w zachodnich Węgrzech. Długość - 79 km. Przebieg: 
- Nagykanizsa – skrzyżowanie z 7 i z M7
- Bak – skrzyżowanie z 75
- Zalaegerszeg – wspólny odcinek z 76
- Vasvár – skrzyżowanie z 8